# Abu Hammu II. Musa
Abu Hammu II. Musa (arabisch أبو حمو موسى الزياني, DMG Abū Ḥammū Mūsā az-Zaiyānī; † 1388) war Sultan der Abdalwadiden in Algerien von 1359 bis 1388.
Nach der fehlgeschlagenen Politik von Abu Taschfin I. (1318–1337) und der Besetzung des Reiches durch die Meriniden, konnte Abu Hammu II. Musa mit Hilfe der Hafsiden und im Bündnis mit den Beduinen in Westalgerien die Herrschaft in Tlemcen zurückzuerobern. Ihm gelang nochmals die Restauration des Reiches der Abdalwadiden und die Belebung der Wirtschaft. Wie unter seinen Vorgängern wurde die andalusische Kultur stark gefördert. So war Abu Hammu II. Musa auch mit Ibn Chaldūn befreundet.
Allerdings blieben Abu Hammu II. Musa Auseinandersetzungen mit den Meriniden von Marokko weiterhin nicht erspart. Diese hatten sich mit seinem Sohn und Thronfolger Abu Taschfin verbündet, so dass zeitweise auch Tlemcen vor den Angriffen der Meriniden geräumt werden musste. Taschfin konnte sich als Herrscher in Tlemcen aber erst durchsetzen, allerdings als Vasall der Meriniden, als Abu Hammu II. Musa 1388 im Kampf gegen seinen Sohn gefallen war.
Zwar blieben die Abdalwadiden in der Folgezeit von Angriffen der Meriniden verschont und konnten sich noch bis 1554 in Tlemcen an der Macht halten. Der lang anhaltende wirtschaftliche und politische Niedergang des Reiches infolge des Erstarken der Beduinenstämme konnte aber nicht verhindert werden.